# 162 Turkiestańska Dywizja Piechoty
162 Turkiestańska Dywizja Piechoty (niem. 162. (Turk.) Infanterie-Division) – związek taktyczny Wehrmachtu złożony z mieszkańców republik sowieckich Azji Środkowej, Kaukazu i Tatarów nadwołżańskich podczas II wojny światowej

## Zarys historyczny i organizacja
Dywizja była formowana od maja 1942 do 21 maja 1943 w Łubniach, a następnie w Myrhorodzie na okupowanej Ukrainie na bazie rozwiązanej 162 Dywizji Piechoty, która została rozbita w ciężkich walkach w styczniu 1942 pod Kalininem. Na jej czele stanął prof. gen.-mjr Oskar Ritter von Niedermayer. Otrzymał on rozkaz stworzenia jednostki spełniającej rolę sztabu założycielskiego (Aufstellungsstab) dla Legionów Wschodnich. Kadra oficerska była niemiecka, zaś żołnierze pochodzili ze szkoleniowych batalionów Legionu Armeńskiego, Legionu Azerbejdżańskiego, Legionu Gruzińskiego, Legionu Północnokaukaskiego, Legionu Turkiestańskiego i Legionu Tatarów Nadwołżańskich. Dywizja składała się z dwóch, a następnie trzech pułków piechoty, pułku artylerii, batalionu saperów, batalionu przeciwpancernego, batalionu łączności i służb. Była wyposażona w dużej części w zdobyczny sprzęt sowiecki. Do września 1943 Dywizja przebywała na poligonie w Neuhammer (dziś Świętoszów), gdzie przekształcono ją w zwykłą dywizję piechoty. Następnie została przerzucona do Słowenii, gdzie walczyła z NOVJ. W marcu 1944 trafiła do północnych Włoch. Tam została zaangażowana w walki z wojskami aliantów. Od maja tego roku nowym jej dowódcą był gen. por. Ralph von Heygendorff. Dywizja poddała się 8 maja 1945, a jej żołnierze zostali przekazani Sowietom.

## Dowódcy
- prof. gen. mjr Oskar Ritter von Niedermayer (13 maja 1943 r. – 21 maja 1944 r.)
- gen. por. Ralph von Heygendorff (21 maja 1944 r. – 8 maja 1945 r.)

## Skład organizacyjny
- 303 Infanterie-Regiment
- 314 Infanterie-Regiment
- 329 Infanterie-Regiment
- 236 Artillerie-Regiment
- 936 Pionier-Bataillon
- 236 Felders-Bataillon
- 236 Pz.Jg.Abt.
- 936 Pi.Btl.
- 236 Nachr.Abt.
- 936 Inf.Div.Nachschubführer